# Stellan Engholm
Stellan Engholm (1899 – 1960) byl švédský spisovatel, překladatel a esperantista.

## Literární dílo

### Vlastní dílo
- Homoj sur la Tero
- Al Torento
- Infanoj En Torento
- Junuluj en Torento
- Vivo Vokas
- Venĝo
- Maljunulo migras

### Překlady do esperanta
- Gosta Berling – Selma Lagerlöfová
- La mono de Sinjoro Arne – Selma Lagerlöfová
- La ringo de generalo – Selma Lagerlöfová
- La Pasko – August Strindberg
- Ekspedicio Kon Tiki – Thor Heyerdahl